# Tim Bogar
Pour les articles homonymes, voir Bogar (homonymie).
Timothy Paul Bogar (né le 28 octobre 1966 à Indianapolis, Indiana, États-Unis) est un ancien joueur d'arrêt-court et de troisième but ayant évolué de 1993 à 2001 dans les Ligues majeures de baseball, en particulier pour les Mets de New York et les Astros de Houston.
Il est à la fin de la saison 2014 le manager par intérim des Rangers du Texas.

## Carrière de joueur
Joueur à l'université Eastern Illinois à Charleston, Tim Bogar est repêché au 8e tour de sélection par les Mets de New York en 1987. Il joue son premier match dans les majeures avec New York le 21 avril 1993 et s'aligne avec les Mets jusqu'en 1996. Le 31 mars 1997, les Mets l'échangent aux Astros de Houston pour le joueur de champ intérieur Luis López. 
Bogar joue la majorité de ses matchs dans les majeures avec les Astros, pour qui il endosse l'uniforme à 392 reprises de 1997 à 2000. Le club remporte le titre de la division Centrale de la Ligue nationale ces trois années-là mais Bogar ne joue en séries éliminatoires qu'un seul automne : il réussit 3 coups sûrs en 5 passages au bâton avec un but-sur-balles et un point produit en deux matchs de Série de divisions entre Houston et les Dodgers de Los Angeles en 1999. Bogar termine sa carrière chez les Dodgers en 2001.
En 701 matchs dans le baseball majeur, Tim Bogar compte 345 coups sûrs, dont 69 doubles, 9 triples et 24 circuits, 180 points marqués et 161 points produits. Sa moyenne au bâton en carrière s'élève à ,228.

## Carrière d'instructeur
Tim Bogar est gérant dans les ligues mineures en 2004 et 2005 avec des clubs-écoles des Astros de Houston. La première année, il mène les Astros de Greeneville, un club de niveau recrues, au titre de l'Appalachian League et est nommé gérant de l'année. L'équipe qu'il dirige l'année suivante au niveau A, les Legends de Lexington, est en 2005 la meilleure équipe de la South Atlantic League.
Passé à l'organisation des Indians de Cleveland, Bogar dirige en 2006 et 2007 les Aeros d'Akron, un club Double-A, qu'il mène au titre de l'Eastern League deux années de suite. En 2006, Bogar est nommé gérant de l'année dans cette ligue.
Bogar est l'un des instructeur des Rays de Tampa Bay, dans les Ligues majeures, en 2008, où il est responsable des joueurs d'avant-champ ainsi que d'enseigner aux joueurs à bien courir les buts. Les 4 années suivantes sont passées comme instructeur chez les Red Sox de Boston. Il y est tour à tour instructeur au premier but (2009), au troisième but (2010-2011) et instructeur de banc aux côtés de Bobby Valentine en 2012.
En 2009, Bogar est l'un des candidats pour le poste de gérant des Astros de Houston mais n'est pas engagé. Il refuse en 2012 un poste d'instructeur de banc aux côtés du manager Bo Porter chez les Astros.
En 2013, Bogar retourne pour un an dans les mineures. Il dirige les Travelers de l'Arkansas, le club-école Double-A des Angels de Los Angeles en Ligue du Texas.
En octobre 2013, Bogar est engagé comme instructeur de banc chez les Rangers du Texas pour la saison 2014. Il est nommé gérant de l'équipe par intérim le 5 septembre 2014 lorsque Ron Washington remet sa démission. Les Rangers terminent l'année avec 14 victoires en 22 matchs sous les ordres de Bogar, évitant le dernier rang du classement général des Ligues majeures. La franchise texane confie les rênes du club à Jeff Banister pour la saison suivante. Déçu par cette décision, Bogar quitte l'organisation et accepte un poste d'assistant au directeur-gérant des Angels de Los Angeles Jerry Dipoto.